# يان جرونيندايك
يان جرونيندايك (بالهولندية: Jan Groenendijk) هو لاعب كرة قدم هولندي في مركز الهجوم، ولد في 6 يوليو 1946 في Heinenoord ‏ في هولندا، وتوفي في 9 فبراير 2014 في كولمبورخ في هولندا بسبب سرطان المريء. لعب مع غو أهد إيغلز ونادي أوترخت.